# 283 (szám)
A 283 (kétszáznyolcvanhárom) a 282 és 284 között található természetes szám.

## A matematikában
- Prímszám
- Ikerprím

Szigorúan nem palindrom szám.